# Hasta Mañana
Hasta Mañana  is een Engelstalig liedje van de Zweedse popgroep ABBA uit 1974.
De B-kant van de single uit 1974 was het liedje Watch Out. Op de versie uit 1976  was dat So Long (1976). Aanvankelijk wilde ABBA met dit liedje naar het Songfestival gaan, maar omdat in dit lied Agnetha Fältskog de leadzang voor haar rekening nam, kozen ze toch voor het gewaagdere Waterloo, waarbij Agnetha en Frida evenwaardig waren.

## Covers
De gelijknamige Nederlandstalige cover van Micha Marah uit 1974 had het liedje Weer een Jaar Erbij als B-kant.